# شيتيورن
شيتيورن (بالإنجليزية: Chistehorn)‏ هو أحد جبال سلسلة جبال الألب البرنية وجزء من القمة الأم يقع في كانتون فاليز، سويسرا. يبلغ ارتفاع الجبل حوالي 2785 متر، بينما يبلغ ارتفاع نتوء الجبل 143 متر.